# Adolf Maria Pinkas

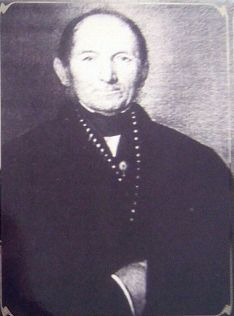
Adolf Maria Pinkas

Adolf Maria Pinkas (* 27. Januar 1800 in Prag; † 28. September 1865 ebenda) war ein böhmischer Politiker.

## Leben
Als Sohn eines Landesadvokaten geboren, studierte Pinkas nach dem Besuch des Prager Gymnasiums Rechtswissenschaften in Heidelberg und Prag. Während seines Studiums wurde er 1819 Mitglied der Alten Heidelberger Burschenschaft und war im selben Jahr Mitgründer der Alten Prager Burschenschaft Teutonia. Während der Demagogenverfolgung wurde er mehrere Wochen inhaftiert. 1823 wurde er in Prag zum Dr. iur. promoviert. Nach seinem Studium arbeitete er in der Kanzlei seines Vaters als Advokaturskonzipient und ab 1832 als Advokat in Prag. 1847 eröffnete er seine eigene Kanzlei als Landesadvokat. Er arbeitete als Korrespondent für die Leipziger Zeitung Die Grenzboten; unter dem Synonym: Hradschiner. Er war einer der Anführer der Prager Universitätsunruhen 1848. Er gehörte der Prager Deputation in Wien an und war Mitglied des neu gewählten Prager Gemeindeausschusses, des Nationalausschusses und des Konstituierenden Reichstags in Kremsier, wo er einer der Wortführer der Liberalen war. 1850 war er an der Gründung der deutschsprachigen Zeitung Union. 1860 wurde er Mitglied der Prager Stadtvertretung. Er gehörte von 1861 bis 1865 dem Böhmischen Landtag an, wo er als entschiedener Gegner der nationaltschechischen Partei auftrat. In dieser Zeit gehörte er auch dem Landesausschuss als Mitglied und Beisitzer an. Er war auch an der Gründung der Böhmischen Hypothekenbank beteiligt. Er war viele Jahre Intendant des Deutschen Landestheaters Prag.
Sein Urenkel war Jiří Voskovec.